# Clubiona hysgina
Clubiona hysgina là một loài nhện trong họ Clubionidae.
Loài này thuộc chi Clubiona. Clubiona hysgina được Eugène Simon miêu tả năm 1889.